# 蓼蚜
蓼蚜（学名：Myzus formosanus）为常蚜科瘤蚜屬下的一个种。其种加词“formosanus”意为“台湾的”。